# 188
Het jaar 188 is het 88e jaar in de 2e eeuw volgens de christelijke jaartelling.

## Gebeurtenissen

### Italië
- Lucius Aelius Aurelius Commodus Antoninus wordt archont van Athene. De archontes zijn verenigd in een college en vormen het bestuur van Griekenland.

### Japan
- Priesteres-koningin Himiko (r. 188-248) verenigt tijdens haar regeerperiode kleine staatjes, in het door een burgeroorlog verscheurde Japan.

## Geboren
- Lucius Septimius Bassianus (Caracalla), keizer van het Romeinse Keizerrijk (overleden 217)